# زين تامين
زين تامين (باللاتفية: Zane Tamane)‏ مواليد 24 سبتمبر 1983 في الجمهورية اللاتفية السوفيتية الاشتراكية، هي لاعبة كرة سلة لاتفية. بدأت مسيرتها الاحترافية في سنة 1999. تم اختيارها من قبل فريق ديترويت شوك خلال الدرافت. تلعب في الدوري الروسي لكرة السلة للسيدات. وتحمل الرقم 14. يبلغ طولها 6 قدم 7 بوصة (2.0 م). مثلت منتخب بلادها. شاركت في دورة الألعاب الأولمبية الصيفية سنة 2008.

## المسيرة الاحترافية
لعبت مع واشنطن ميستيكس في سنة 2006، ثم لعبت مع نادي فنربخشة لكرة السلة للسيدات في موسم 2011–2012، ثم لعبت مع فينيكس ميركوري في سنة 2012.

## روابط خارجية
- زين تامين على موقع الاتحاد الدولي لكرة السلة (الإنجليزية)
- زين تامين على موقع الاتحاد الوطني لكرة السلة النسائية (الإنجليزية)
- زين تامين على موقع كرة السلة الأوروبية.كوم (الإنجليزية)
- زين تامين على موقع كلية كرة السلة في سبورتس رفرنس.كوم (الإنجليزية)
- زين تامين على موقع بروبوليرز (الإنجليزية)
- زين تامين على موقع سبورتس رفرنس (الإنجليزية)
- زين تامين على موقع سبورتس رفرنس (الإنجليزية)
- زين تامين على موقع أوليمبيديا (الإنجليزية)
- زين تامينعلى موقع اللجنة الأولمبية اللاتفية (مؤرشف) (اللاتفية)